# 스노보드 크로스
스노보드 크로스(영어: Snowboard cross)는 스노보드 경기 중 하나이다.
4~6명의 선수가 한 코스를 달리는 스노보드 경기이다. 스노보드 크로스 코스는 일반적으로 상당히 좁으며 최대 속도를 유지하면서 제어력을 유지하는 라이더의 능력에 도전하도록 설계된 캠버 턴, 다양한 유형의 점프, 덤불, 롤러, 낙하, 가파르고 평평한 섹션을 포함한다. 레이서들이 레이스 도중 서로 충돌하는 것은 드문 일이 아니다.
스노보드 크로스 코스는 오토바이 모터크로스 코스와 공통된 특징을 공유하므로 각 스포츠의 이름이 유사하다. 경쟁 형식은 일반적으로 녹아웃 토너먼트가 뒤따르는 타임 트라이얼(일정한 거리를 개별적으로 달려 걸린 시간으로 승부를 겨루는 방법)이다.

## 같이 보기
- FIS 스노보드 월드컵
- 2010년 동계 올림픽 스노보드 남자 스노보드 크로스
- 스키 크로스